# Ménétréol-sous-Sancerre

Ménétréol-sous-Sancerre este o comună în departamentul Cher, Franța. În 1 ianuarie 2022 avea o populație de 296 de locuitori.